# 金相佑 (韓國足球員)
金相佑（英語：Kim Sang-woo；1994年6月11日—）是一名南韓職業足球員，司職中堅，現時效力港超球會晉峰。

## 球會生涯
2018年5月25日，馬來西亞超級足球聯賽球會PKNP宣布簽入金相佑。
2019年，金相佑於一次試訓時受傷，令他需休養一段時間。
2022年2月4日，金相佑以自由身加盟K3球會昌源FC。昌源FC於該賽季奪得K3聯賽冠軍。
2023年6月25日，港超球會晉峰宣布簽入金相佑。

## 生涯統計

### 球會
最後更新：2022年8月26日
| 效力球會 | 球季     | 聯賽     | 聯賽 | 聯賽 | 國家盃賽 | 國家盃賽 | 其他 | 其他 | 總計 | 總計 |
| 效力球會 | 球季     | 聯賽     | 上陣 | 入球 | 上陣     | 入球     | 上陣 | 入球 | 上陣 | 入球 |
| -------- | -------- | -------- | ---- | ---- | -------- | -------- | ---- | ---- | ---- | ---- |
| PKNP     | 2018     | 馬超     | 12   | 4    | 2        | 0        | 0    | 0    | 14   | 4    |
| 昌源FC   | 2022     | K3       | 15   | 1    | 0        | 0        | 0    | 0    | 15   | 1    |
| 生涯總計 | 生涯總計 | 生涯總計 | 27   | 4    | 2        | 0        | 0    | 0    | 29   | 5    |

1. ↑  於馬來西亞足總盃賽事上陣

## 榮譽

### 球會
昌源FC
- K聯賽3：2022（英语：2022 K3 League）